# 木次線
木次線（日语：／ Kisuki sen */?）是一條連結日本島根縣松江市的宍道站至廣島縣庄原市的備後落合站，屬於西日本旅客鐵道（JR西日本）的鐵路線（地方交通線），路線代號為「E」，代表色為「表示沿線紅葉的顏色」的山吹色。

## 路線資料
- 管轄（事業類別）：西日本旅客鐵道（第一種鐵道事業者）
- 路線距離（營業距離）：81.9公里
- 軌距：1067毫米
- 站數：18個（包括起終點站）
  - 若只限屬於木次線的車站，排除屬於山陰本線的宍道站與屬於藝備線的備後落合站[1]則為16個[2]。
- 複線路段：沒有（全線單線）
  - 可列車交會車站：5個（加茂中站、木次站、出雲三成站、出雲橫田站、出雲坂根站）
- 電氣化路段：沒有（全線非電氣化（日语：非電化））
- 閉塞方式：特殊自動閉塞式（軌道回路檢知式）
- 最高速度：
  - 宍道站－木次站間 75公里/小時
  - 木次站－備後落合站間 65公里/小時
- 運轉指令所（日语：運転指令所）：木次運輸指令所
- 輸送密度（日语：輸送密度）：

- 1987年度：663人/日
- 2013年度：245人/日
- 2014年度：218人/日
- 2015年度：215人/日
- 2016年度：204人/日
- 2017年度：204人/日
- 2018年度：200人/日
- 2019年度：190人/日

- 宍道 - 出雲横田：277人/日
- 出雲横田 - 備後落合：37人/日

- 2020年度：133人/日

- 宍道 - 出雲横田：198人/日
- 出雲横田 - 備後落合：18人/日

- 2021年度：153人/日

- 宍道 - 出雲横田：220人/日
- 出雲横田 - 備後落合：25人/日

- 2022年度：171人/日

- 宍道 - 出雲横田：237人/日
- 出雲横田 - 備後落合：54人/日

- 2023年度：189人/日

- 宍道 - 出雲横田：255人/日
- 出雲横田 - 備後落合：72人/日

## 歷史
- 1914年1月31日：簸上輕便鐵道八束郡宍道村 - 大原郡木次町、大原郡幡屋村 - 同郡大東村間獲「鉄道免許狀下付」[14]。
- 1916年10月11日：簸上鐵道宍道～木次間開業。加茂中站、大東町站（現：出雲大東站）及木次站開業[15]。
- 1918年2月11日：幡屋站以「停留場」規格開業[16]。
- 1921年3月29日：幡屋站昇格為一般車站。
- 1927年12月：日本國有鐵道木次線木次～三成（現：出雲三成站）正式動工
- 1932年12月18日：國鐵木次線木次～出雲三成開業。日登站、下久野站、出雲八代站、出雲三成站開業。
- 1934年：

- 8月1日：簸上鐵道國有化，宍道～木次改編入原有國鐵木次線內。大東町站改稱「出雲大東站」。
- 11月20日：出雲三成～八川間延伸開業。新設龜嵩站、出雲橫田站、八川站。

- 1937年12月12日：八川～備後落合間延伸開業。新設出雲坂根站、油木站。
- 1949年12月24日：開設三井野原臨時站。
- 1958年9月1日：三井野原臨時站昇格為三井野原站。
- 1959年11月：設置木次線管理所。
- 1962年1月1日：南宍道站開業。
- 1963年：

- 2月1日：加茂中站、幡屋站、下久野站、出雲八代站、龜嵩站、出雲坂根站取消大型貨物提取服務。
- 10月1日：南大東站開業。

- 1969年4月25日：蒸氣火車頭退出木次線[18]。
- 1971年：由於貨運量對比1965年大幅減少[19]，除加茂中站、木次站、出雲三成站、出雲横田站外，其餘車站取消所有貨物及手提行李提取服務。
- 1982年11月7日：取消所有貨運列車。
- 1983年3月2日：出雲坂根～三井野原間、一列木次發備後落合行的列車發生脫軌並由山坡上墜下。6人受傷。肇事的Kiha53-6最終成為廢車。
- 1985年3月14日：全線手提行李提取服務取消。
- 1987年4月1日：國鐵分割民營化，全線由西日本旅客鐵道繼承。
- 1990年：

- 3月10日：隨「千鳥」號（ちどり）急行列車縮短至備後落合站，木次線所有優等列車自此全部被取消。
- 6月1日：宍道～備後落合間（除兩站的站房部份）的線路由米子支社改由木次鐵道部直轄。ワンマン運転開始。

- 1993年4月24日：全線統一採用KiHa 120型氣動車[24]。最高速度提升了10km/h，令宍道～出雲橫田間的行車時間最大可縮短17分鐘[25]。
- 1998年4月25日：觀光開蓬列車「奧出雲大蛇號」投入服務[26]。
- 2001年：

- 3月3日：引入因保線工事而暫停運行制度。
- 7月7日：採用CTC。

- 2005年12月22日—2006年3月29日：受大雪影響，出雲橫田～備後落合間暫停服務。
- 2007年4月：木次～三井野原間各車站導入以古事記及日本書紀為藍本的車站暱稱[27][28]。
- 2012年1月4日—3月29日：受大雪影響，出雲橫田～備後落合間暫停服務。新設代行的士服務[29][30]。
- 2013年12月28日—2014年3月22日：受大雪影響，出雲橫田～備後落合間暫停服務[31]。
- 2015年2月10日—3月27日：受大雪影響，出雲橫田～備後落合間暫停服務[32]。
- 2016年：

- 設定路線代號。
- 1月23日—2月20日：受大雪影響，出雲橫田～備後落合間暫停服務。

- 2017年1月23日—3月8日：受大雪影響，出雲橫田～備後落合間暫停服務[34]。
- 2018年：

- 1月11日—3月15日：受大雪影響，出雲橫田～備後落合間暫停服務。
- 7月5日：受平成30年7月豪雨影響，木次～備後落合間暫停服務。
- 7月6日：宍道～木次間運休。
- 7月7日：宍道～木次間再開。
- 7月10日：木次～出雲橫田間再開。
- 8月8日：全線再開。

- 2020年12月20日—2021年2月15日：受大雪影響，出雲橫田～備後落合間暫停服務。
- 2021年：

- 3月：全線Kiha120形氣動車被調離本線。
- 12月25日—2022年1月9日: 受大雪影響，出雲橫田～備後落合間暫停服務。1月10日開重之時、12日一列列車於出雲坂根～三井野原間被積雪所圍困而不能繼續前行。13日起本路段再次暫運服務。直至同年3月26日才重開。

- 2022年12月18日—2023年3月9日：受大雪影響，出雲橫田～備後落合間暫停服務[46]。
- 2023年11月23日：「奧出雲大蛇號」結束營運[47][48][49]。
- 2024年：

- 3月16日：所有普通列車推行一人控制。
- 4月7日：觀光列車「天地」開始營運。

## 車站列表
- 定期列車全部都是普通列車。基本上停靠所有車站，只有1班來回通過南宍道站
- 軌道（全線單線） … ◇、◆：可進行列車交會（◆是折返式車站），｜：不可列車交會
- 加茂中站至三井野原站於2007年4月由JR西日本米子分公司根據《古事記》和《日本書紀》為車站賦與暱稱[52]。

| 中文站名 | 日文站名 | 英文站名 | 中文別名     | 日文愛稱 | 站間營業距離 | 累計營業距離 | 接續路線                  | 軌道 | 所在地        | 所在地          |
| -------- | -------- | -------- | ------------ | -------- | ------------ | ------------ | ------------------------- | ---- | ------------- | --------------- |
| 宍道     |          |          |              |          | -            | 0.0          | 西日本旅客鐵道： 山陰本線 | ◇    | 島根縣        | 松江市          |
| 南宍道   |          |          |              |          | 3.6          | 3.6          |                           | ｜   | 島根縣        | 松江市          |
| 加茂中   |          |          | 事代主命     |          | 5.1          | 8.7          |                           | ◇    | 島根縣        | 雲南市          |
| 幡屋     |          |          | 大原郡家     |          | 3.1          | 11.8         |                           | ｜   | 島根縣        | 雲南市          |
| 出雲大東 |          |          | 神阿多津姬命 |          | 2.1          | 13.9         |                           | ｜   | 島根縣        | 雲南市          |
| 南大東   |          |          | 佐世之髪飾   |          | 3.6          | 17.5         |                           | ｜   | 島根縣        | 雲南市          |
| 木次     |          |          | 八岐大蛇     |          | 3.6          | 21.1         |                           | ◇    | 島根縣        | 雲南市          |
| 日登     |          |          | 素戔嗚尊     |          | 3.7          | 24.8         |                           | ｜   | 島根縣        | 雲南市          |
| 下久野   |          |          | 動動         |          | 6.7          | 31.5         |                           | ｜   | 島根縣        | 雲南市          |
| 出雲八代 |          |          | 手摩乳       |          | 5.9          | 37.4         |                           | ｜   | 島根縣        | 仁多郡 奥出雲町 |
| 出雲三成 |          |          | 大國主命     |          | 4.1          | 41.5         |                           | ◇    | 島根縣        | 仁多郡 奥出雲町 |
| 龜嵩     |          |          | 少彥名命     |          | 4.4          | 45.9         |                           | ｜   | 島根縣        | 仁多郡 奥出雲町 |
| 出雲橫田 |          |          | 奇稻田姬     |          | 6.4          | 52.3         |                           | ◇    | 島根縣        | 仁多郡 奥出雲町 |
| 八川     |          |          | 腳摩乳       |          | 4.0          | 56.3         |                           | ｜   | 島根縣        | 仁多郡 奥出雲町 |
| 出雲坂根 |          |          | 天真名井     |          | 7.0          | 63.3         |                           | ◆    | 島根縣        | 仁多郡 奥出雲町 |
| 三井野原 |          |          | 高天原       |          | 6.4          | 69.7         |                           | ｜   | 島根縣        | 仁多郡 奥出雲町 |
| 油木     |          |          |              |          | 5.6          | 75.3         |                           | ｜   | 廣島縣 庄原市 | 廣島縣 庄原市   |
| 備後落合 |          |          |              |          | 6.6          | 81.9         | 西日本旅客鐵道： 藝備線   | ◇    | 廣島縣 庄原市 | 廣島縣 庄原市   |

## 關連項目
- 砂之器